# Epistaurus crucigerus
Epistaurus crucigerus är en insektsart som beskrevs av Bolívar, I. 1889. Epistaurus crucigerus ingår i släktet Epistaurus och familjen gräshoppor. Inga underarter finns listade i Catalogue of Life.